# Prix du livre chrétien de l'année
Le prix du livre chrétien de l'année (finnois : Vuoden kristillinen kirja') est un prix littéraire de Finlande.

## Liste des lauréats
| Année | Auteur                               | Ouvrage                                             | Éditeur                          |
| ----- | ------------------------------------ | --------------------------------------------------- | -------------------------------- |
| 1994  | Lari Junkkari – Tapio Aaltonen (ed.) | Niinkus tiedät. Raavaan miehen rukouskirja          | LK-kirjat                        |
| 1995  | Tuomo Mannermaa                      | Pieni kirja Jumalasta                               | Kirjapaja                        |
| 1996  | Ann-Christine Marttinen              | Lasku – Pakolaisnuorten elämää Suomessa             | Société des missions finlandaise |
| 1997  | Anne Fried Jaakko Heinimäki          | Avoimin silmin Outo hartauskirja                    | Éditions Like Kirjapaja          |
| 1998  | Tertti Lappalainen (ed.)             | Hiljaisuuden etsijöitä                              | WSOY                             |
| 1999  | Pekka Yrjänä Hiltunen                | Vieraassa pöydässä: vastapäätä Buddhaa ja Kristusta | Société des missions finlandaise |
| 2000  | Leena Pasanen                        | Daktarin lapset                                     | Société des missions finlandaise |
| 2001  | Riku Rinne                           | KK – Kuolemankauppias                               | Kuva ja Sana                     |
| 2002  | Jörn Donner John Vikström            | Elämme – siis kuolemme Att leva är att dö           | Kirjapaja Fontana media          |
| 2003  | Anna-Maija Raittila                  | Vehnänjyvän päiväkirja 1963–1989                    | WSOY                             |
| 2004  | Juha Pihkala & Esko Valtaoja         | Nurkkaan ajettu Jumala?                             | Kirjapaja                        |
| 2005  | Erkki Jokinen                        | Idänkohtaus                                         | Société des missions finlandaise |
| 2006  | Seikko Eskola                        | Historian kuolema ja kulttuurien taistelu           | Edita                            |
| 2007  | Munkki Serafim                       | Vapaus                                              | Kirjapaja)                       |
| 2008  | Tauno Väinölä                        | Virsikirjamme virret                                | Kirjapaja                        |
| 2009  | Tuomas Heikkilä & Liisa Suvikumpu    | Pyhimyksiä ja paanukattoja                          | Kirjapaja                        |
| 2010  | Juha Pihkala & Esko Valtaoja         | Tiedän uskovani, uskon tietäväni                    | Minerva                          |
| 2011  | Juha Sihvola                         | Maailmankansalaisen uskonto                         | Otava                            |
| 2012  | Johanna Hurtig & Mari Leppänen       | Maijan tarina                                       | Kirjapaja                        |
| 2013  | Pauliina Rauhala                     | Taivaslaulu                                         | Gummerus                         |
| 2014  | Jouni Tilli                          | Suomen pyhä sota                                    | Atena                            |
| 2015  | Jukka Sariola                        | Ystäväni Seija - Kutsumuksena Afganistan            | Uusi Tie                         |